# Strilțivka, Milove
Strilțivka (în ucraineană Стрільцівка) este localitatea de reședință a comunei Strilțivka din raionul Milove, regiunea Luhansk, Ucraina.

## Demografie
Componența lingvistică a localității Strilțivka
     Ucraineană (89,05%)
     Rusă (10,78%)
     Alte limbi (0,18%)
Conform recensământului din 2001, majoritatea populației localității Strilțivka era vorbitoare de ucraineană (89,05%), existând în minoritate și vorbitori de rusă (10,78%).